# Station Męcka Wola
Station Męcka Wola is een spoorwegstation in de Poolse plaats Męcka Wola.